# Secret Invasion
Secret Invasion és un crossover ficcional en format sèrie limitada escrit pel estatunidenc Brian Michael Bendis, dibuixat per Leinil Francis Yu, i publicat per l'editorial Marvel Comics el 2008.
La sèrie explica la invasió fictícia sobre el planeta Terra planejada per la raça alienígena skrull, i com es van infiltrar (suplantant alguns superherois) i com es desenvolupa la guerra per a fer-los fora.

## Antecedents
Després de la Guerra Kree-Skrull, un grup secret anomenat els Illuminati (conformat per Iron Man, Dr. Strange, Namor, Reed Richards, Black Bolt i Charles Xavier) viatja a la capital de l'imperi dels skrull amb la finalitat d'advertir al seu emperador que la Terra no toleraria un altre atac per part d'ells. Quan es retiren són atacats i capturats pels Skrull. Durant la seva reclusió, a cadascun dels Illuminati se'ls analitza la seva més poderosa característica (l'armadura d'Iron Man, la màgia del Dr. Strange, la raó de la força de Namor, l'elasticitat de Reed Richards, les cordes vocals de Black Bolt, i els poders psíquics de Charles Xavier).
Poc després d'això aconsegueixen escapar, però la raça ja té el que volia d'ells. Els Illuminati van arribar a la conclusió que una invasió skrull era imminent. Temps després la reina skrull Veranke, seguint una antiga profecia, comença a reclutar i moure les seves tropes per a una invasió, ja que la Terra és l'únic lloc on podrien sobreviure després que Galactus devastés l'imperi. El primer skrull que es va poder infiltrar seria una versió d'Elektra Natchios. En el moment que la invasió va ser planejada, va haver-hi moltes coses que els skrulls van haver de tractar: 
- Primer: Els mutants; es va deixar clar que l'imperi no podria barallar contra un exèrcit de mutants i aquesta va ser la raó per la qual van sobrevenir els esdeveniments de House of M.
- Segon: Es necessitava que els superherois es dividissin, barallessin entre ells... motiu pel qual van tenir lloc els esdeveniments de Civil War.
- Tercer: Les mines de vibranium a la terra salvatge, mineral amb el qual podrien elaborar-se armes tan poderoses que no li donarien cap oportunitat a l'imperi Skrull de conquistar la Terra.
- Quart: La dissolució dels Venjadors. Es necessitava que els herois més poderosos de la Terra no estiguessin i efectivament es va aconseguir que Hulk fos tancat sota terra (en World War Hulk), Thor va morir en batalla en el Ragnarok i, La Bruixa Escarlata es va tornar mentalment inestable i va desaparèixer, el Dr. Estrany va deixar de ser el "hechicero" suprem i finalment es va assumir que Sentry tard o d'hora acabaria per sucumbir a la seva pròpia bogeria.

## Invasió Secreta

### Després de la guerra kreeoskrull
Poc després de la guerra kreeoskrull, un petit grup d'herois de la Terra es van unir per a enfrontar-se en secret contra l'Imperi Skrull. Oficialment es va fer dir "Iluminati", aquest grup representa les diverses faccions de l'univers Marvel, i consistia en Iron Man (Tony Stark), Mr. Fantàstic (Reed Richards), Namor, Black Bolt (Blackagar Boltagon), Charles Xavier i Doctor Strange (Stephen Strange). Van atacar la capital de l'imperi, i després van amenaçar l'emperador que un altre atac dels Skrulls els portaria a la guerra. Malgrat tot, van ser capturats, separats, i van experimentar amb ells. Els Skrulls van analitzar els seus captius (la seva fisiologia, genètica, i tecnologia, etc) i la informació obtinguda a partir del seu comportament, fins que Iron Man va ser capaç de crear una oportunitat per a fugir. Els Illuminati van reconèixer que un altre atac era inevitable, mentre que l'Imperi Skrull va començar a fer ús de les dades compilades. La recerca va donar lloc a la creació de clons impossibles de distingir dels originals, que tenien la capacitat de duplicar gairebé qualsevol poder sobrehumà, i que eren plenament conscient de les emocions o els records de la persona que copiaven.
L'hereva al tron Skrull, la Princesa Veranke, va al·legar que una profecia predeia l'anihilació del seu planeta i la necessitat de trobar un de nou (en aquest cas la Terra). El Rei Dorrek la va exiliar del seu món a una presó per tal d'incitar l'extremisme religiós. Després de la destrucció del planeta Skrull per part de Galactus, Veranke va esdevenir la nova reina de llinatge, i això assenyalava el ressorgiment de l'Imperi Skrull sota el seu comandament. Ella va decidir liderar una invasió contra la Terra amb la informació obtinguda dels Iluminati. El pla consistia en disfressar-se com a persones importants de la societat i així afeblir les defenses de la Terra des de dins, la qual cosa deixaria vulnerable el planeta per a un assalt militar. Veranke va decidir que ella mateixa suplantaria a Spider-Woman, raonant com es podria fer el major dany.

### La Infiltració
Després dels esdeveniments de Secret War, Nick Fury passa a la clandestinitat després de descobrir que una invasió alienígena és imminent. Fury recluta a Jessica Drew (Spider-Woman) perquè s'infiltre en H.I.D.R.A. i S.H.I.E.L.D., d'aquesta podria estar vigilant en tots dos fronts a la recerca de qualsevol activitat sospitosa. No obstant això, la cèl·lula d'H.I.D.R.A. amb la qual fa contacte, sobtadament es revela com un esquadró d'invasió Skrull. Això li dona una oportunitat a la reina Veranke per a reemplaçar a Jessica Drew. Fury recluta l'exagent de S.H.I.E.L.D. Daisy Jonhson amb la finalitat de reclutar un grup d'adolescents superpoderosos, l'existència dels quals tan sols Fury coneixia. Els adolescents (Yo Yo, Druid, Stonewall, Phobos i Hellfire) juntament amb l'agent Jonhson formen els nous Howling Commandos de Nick Fury. Gràcies al curt temps en què la reina Veranke va substituir a Jessica Drew i la fugida massiva de la Bassa, el pla skrull avança sense impediments, però alhora, Veranke és convidada a formar part dels Nous Venjadors, cosa que accepta per a poder-se infiltrar al grup.
Sota les ordres de la Reina, un grup d'infiltrats skrulls disfressats d'agents S.H.I.E.L.D. i dirigit per un nou agent skrull disfressat de Fontaine comença a fer explotar les mines de Vibranium a la Terra Salvatge, utilitzant com a esclaus els nadius. Ells són descoberts per Ka-Tsar, Shanna, i Sauron, que organitzen una força guerrillera per oposar-se a la imminent invasió skrull. Els agents S.H.I.E.L.D. skrulls, amb excepció del skrull de Fontaine, són destruïts per una explosió del portaavions quan els Nous Venjadors viatgen a la Terra Salvatge.
Un temps després es produeix una batalla entre els Nous Venjadors i el clan ninja The Hand (la Mà) per a la sort de Maya Lopez (Ronin). Durant la lluita, Ronin s'allibera de la influència de la mà i assassina el seu líder Elektra. Moments després de la seva mort, Elektra es revela com un skrull. Augmentant les tensions entre els Nous Venjadors, ja que ningú va ser capaç de detectar la veritable naturalesa d'Elektra. Ells suposen que qualsevol d'ells també podria ser un skrull. Spider-Woman "suggereix que es lliuri el cadàver de l'Elektra skrull a Iron Man, però Luke Cage s'oposa, ja que creu que Iron Man és un skrull també. Durant l'accident de l'aterratge de la nau en la qual viatgen, a causa de l'enfrontament dels The Mighty Avengers contra el virus Ultron, Spider-Woman (Veranke) noqueja Wolverine, l'únic membre de l'equip que roman conscient després de l'impacte, i s'emporta el cadàver d'Elektra per portar-ho davant Iron Man.
Iron Man queda esbalaït en contemplar el cadàver de l'Elektra skrull, i llavors suposa que és conseqüència de l'atac dels Iluminati a l'imperi Skrull anys enrere. Ell reuneix el grup per primera vegada des de la seva separació poc abans de Civil War, i es pregunta si açò significa que una invasió ha tingut lloc. El grup es mostra sorprès i se sorprèn encara més quan Black Bolt parla per donar la seva opinió. Aleshores es revela que Black Bolt també és un skrull i comença a lluitar contra el grup. Aquest fals Black Bolt a més dels poders de l'original posseeix els poders combinats dels altres Illuminati. Namor se les arregla per a matar el fals Black Bolt, però després són atacats per altres 2 skrulls amb els poders de Cyclops, Colossus, i Nightcrawler; a més un d'ells carrega una còpia tecnològica del martell de Thor (Mjolnir). Aquests skrulls són morts per Iron Man, que detona una petita bomba nuclear amb la seva armadura. Namor els recorda que qualsevol d'ells també podria ser un skrull, i que la confiança s'ha trencat. Després d'això els cinc prenen camins diferents.

### La Invasió
La història comença amb el Passatge dels 11, un versicle del Llibre dels Mons dels skrulls:
| « | "La Destrucció no es pot aturar. Quan arribi qui et donarà la mà quan necessitis ajuda. Només ell obrirà les portes del cel per tu i pels teus germans". | » |

Anys enrere, un comando explorador skrull es dirigeix a unes coves, anunciant a diversos éssers amb túniques que l'imperi ha estat destruït. Tal com ho diuen les escriptures, és moment d'actuar. El comando sembla assentir a les ordres de la seva "Reina".
En el present, a la base espacial de SWORD en l'òrbita terrestre, Dum Dum Dugan està de visita juntament amb l'agent Brand i es disposen a iniciar una reunió informativa; quan de sobte els radars de la base detecten una nau skrull, que impacta a la Terra Salvatge. Immediatament, Tony Stark és notificat d'aquest esdeveniment, i deixa a Hank Pym i Reed Richards a càrrec de l'autòpsia del cadàver del skrull que es va fer passar per Elektra, la fisiologia del qual s'ha perfeccionat fins a ser indetectable. Tony avisa a Spider-Woman, que al seu torn li ho notifica a Luke Cage i als seus Nous Venjadors, ja que prefereix confiar més en ells que en el propi Stark a l'hora d'interceptar la nau skrull. Jarvis escolta atent. Amb l'ajuda de Cloak els Nous Venjadors entren a la Torre Stark i se n'adonen de la presència de Black Widow. Més tard, els Nous Venjadors arriben a la Terra Salvatge. En apropar-se a la seva destinació, els Venjadors perceben que la base on van ser capturats pels Mutats de Sauron (Nous Venjadors, núm.5) no està igual com l'havien deixat anteriorment. Tanmateix, això no els deté, i arriben a on es troba la nau; només per a ser interceptats per Iron Man i els seus The Mighty Avengers. Cage no escolta les amenaces de Tony i obre la comporta de la nau.
En aquest mateix instant, Dum Dum Dugan mussita: "Ell t'Estima". Tot seguit, la base de SWORD explota, i els seus ocupants activen els seus vestits especials per sobreviure al buit de l'espai. Jarvis, a la Torre Stark, trau del seu vestit un control remot, alliberant un virus alienígena que afecta la biotecnologia de Stark, així com a totes les seves propietats. Jarvis murmura ""Ell t'Estima".
A l'Edifici Baxter, un turista se separa d'un grup visitant, es tracta de Lyja que pren la forma de Sue Storm, i accedeix al laboratori de Reed Richards; sense fer cas a les salutacions del seu germà Johnny, i els seus fills Franklin i Valeria. Johnny creia que Susan estava en Vancouver. Invisible Woman activa un portal cap a la Zona Negativa, el qual engoleix tota la part superior de l'Edifici Baxter; repetint, "Ell t'Estima".
Mentrestant a la Terra Salvatge, Tony es desmaia, amb la seva armadura inservible. Cage creu que és un engany, i els altres dubten a l'hora d'ajudar-lo. L'Agent Brand li notifica a SHIELD l'ocorregut a l'espai, però Maria Hill no pot fer res al respecte; ja que també el virus va afectar la infraestructura tecnològica del Helicarrier, que sembla col·lapsar-se sobre una metròpoli americana. Poc després, la Muntanya Thunderbolt és atacada pel Capità Mar-Vell dels kree, deixant fora de combat els Thunderbolts: Norman Osborn, Songbird, i Swordsman. Dues presons per a superdolents són desactivades alliberant tots els seus presos. També, a la presó de màxima seguretat de The Raft, ocorre un desperfecte en els sistemes, permetent que els interns escapin, incloent Doctor Doom, capturat recentment. El kree Noh Varr, que va prendre com seva la presó secreta de The Cube, és testimoni d'un motí, provocat per fallades en els sistemes de seguretat. Noh Varr decideix posar fi al seu auto-exili, i deixa la presó.
Els Venjadors no saben que fer, i sembla que tot culminarà en una batalla, però de sobte, l'escotilla de la nau s'obre, i d'allí surten uns curiosos tripulants:
Beast en la seva primera transformació, Wonder Man, Iron man amb la seva vella armadura.
Mockingbird, Jessica Jones en el seu vestit de Jewel, Jean Grey amb el seu vestit de Phoenix, Sue Storm, Thor en el seu vestit original, Spider-Man, White Queen en el seu vestit original, Hawkeye, Vision, Scarlet Witch.
Els herois que surten de la nau afirmen haver estat segrestats i haver escapat del Planeta Skrull. En el laboratori, Reed s'adona de com els skrulls aconsegueixen ser indetectables i en tractar d'explicar-li a Hank Pym aquest trau una arma i dispara a Richards. Hank es transforma en un skrull, i li diu "Fins i tot Ell t'estima".
A la Terra Salvatge tots dos grups d'herois estan convençuts que són els autèntics, i no els impostors. Ares adverteix al seu grup que tot això és una trampa, que algú vol fer que es barallin per a així desviar l'atenció en l'objectiu primordial; que és esbrinar que és el que passa. Luke Cage perd la paciència i copeja la seva contrapart antiga. Ms. Marvel s'emporta Tony per a protegir-lo. Tots dos arriben a l'antiga base dels Mutats (The Peak), que està devastada i amb diversos cadàvers al voltant. Tony li demana a Carol que torni als Estats Units perquè així pugui reunir la Iniciativa per a defensar el planeta. Stark resulta que pensa construir una nova armadura amb la ferralla que hi ha a la base. Tony pensa usar l'única cosa que els skrulls no poden replicar: la seva intel·ligència.
La lluita entre els herois és interrompuda quan un dinosaure apareix de sobte deixant-ho tot potes enlaire. Tots dos bàndols es dispersen per la selva. Els Luke Cage i Wolverine nous s'adonen que el dinosaure ha esclafat i matat l Spider-Man (Peter Parker) antic, revelant que era en realitat un skrull. Cage se sent alleujat, però encara no pot confiar en Wolverine. Ronin li lleva l'arc i les fletxes a Hawkeye, i, amagant-se, comença a atacar als herois originals. No obstant, i per a la seva sorpresa, el Capità Amèrica mostra els reflexos i la destresa de l'original, provocant els dubtes de Clint. Mockingbird està amagada, i sembla que entre les víctimes del dinosaure es compta el Hawkeye que venia amb ella. L'arquer també resulta ser un skrull. El Wolverine nou es llança contra ella, però Mockingbird declara ser l'autèntica. El Ronin surt d'entre les ombres, i confronta el fet que fos la seva esposa. Ronin li diu si sap res sobre el que va passar el 12 d'octubre. Mockingbird se sorprèn en veure que l'encaputxat es tracta de Clint. Ella li confirma que el 12 d'octubre era la data en la qual esperava donar a llum al fill del què estava embarassada. Ronin li diu a Luke i Wolverine que ningú més que ell i la seva esposa Bobbi saben d'això. Clint es lleva la màscara, i marit i muller tornen a reunir-se. Wolverine acaba respectant la decisió de Ronin.
Mentrestant, a Manhattan, l'Edifici Baxter es veu embolcallat pel portal de la Zona Negativa. La munió es reuneix per veure el desastre. Els Young Avengers renegats (Patriot, Ull de Falcó, Wiccan, Hulkling i Speed) ho observen, tot mentre decideixen si posar-se les seus disfresses i entrar en acció. No obstant, la flotilla invasora Skrull apareix per sobre la ciutat, i rajos teletransportadors anuncien l'arribada de la seva armada, encapçalada pels Súper Skrulls, que combinen més d'un centenar de poders de personatges coneguts en l'Univers Marvel.
El Triangle de les Bermudes: el Helicarrier de S.H.I.EL.D. s'ha desplomat en l'oceà, amb tota la seva tripulació, inclòs el seu Director Adjunt, Maria Hill. Per a la seva sorpresa, en coberta es troba Edwin Jarvis, el majordom dels Venjadors, que els demana amablement la seva rendició completa. Jarvis li revela a Maria Hill que ells la van designar com a Directora de S.H.I.E.L.D. pensant-hi especialment en aquest moment: amb l'organització infiltrada, esperen la seva rendició, amb la promesa que viurà per a tenir un lloc durant la "transició". Hill s'oposa, però en veure que els soldats que l'envolten són skrulls, no li queda més remei que obeir.
A la Muntanya Thunderbolt el Capità Mar-Vell albira els Thunderbolts (Venom, Songbird, Moonstone, i Swordsman). Abans que intenti liquidar-los, Norman Osborn, el director de l'equip, afirma l'obvi: que sens dubte el Capità no és qui diu ser, i li demana que s'assegui a discutir-ho civilitzadament. Ell aconsegueix convèncer a Captain Mar-Vell de renunciar al seu atac, i dirigir la seva fúria contra els veritables enemics: els skrulls. Osborn, Penance, i els altres Thunderbolts es preparen per a la guerra. Spider-Woman tracta d'enganyar a Iron Man per mitjà del virus electrònic, fent-li creure que ell és un skrull també, i entaula una conversa molt reveladora amb Tony: "Ho vas fer. El teu treball a la Terra està fet. Arribaràs a ser conegut en la història com el més gran soldat que l'armada ha tingut. I tindràs per sempre el meu amor incondicional. L'amor de la teva reina." Dit això, ella besa a Tony, i ell li diu que no és un skrull. Ella li diu que no es preocupi, que va ser entrenat per a pensar això, que ha salvat la seva raça, i que lamenta que hagi hagut d'amagar-li la veritat. L'acaba anomenant pel seu nom skrull, Kr'Ali, sense saber qui hi ha algú que els està vigilant: es tracta de Black Widow, que després de fer fugir a Spider-Woman fa reaccionar a Tony, tot seguit confirma que Wolverine és l'original. Tony es disposa a acabar de reparar la seva armadura, mentre els diu als seus companys que cal trobar a Reed Richards.
En una de les naus invasores que es troben per sobre la Terra, es troba presoner Reed Richards, el cos elàstic del qual sent estirat al màxim, davant la gaubança dels skrulls que gaudeixen torturant el seu arxienemic. Però el que ells no saben, és que l'agent Abigail Brand, Directora de S.W.O.R.D., s'obre pas en el buit de l'espai, i aconsegueix infiltrar-se per un conducte de la nau. L'agent aconsegueix alliberar-lo, cosa que li permet construir un dispositiu per a contrarestar els anteriorment indetectables skrulls. De retorn a Times Square: Els skrulls ataquen sense pietat als Young Avengers i the Iniciative, deixant fora de combat a Vision i Proton. No obstant, un sisme els sorprèn a tots i cessen el foc. Els Skrulls no entenen que passa, i un d'ells esclata de forma sobtada. Els responsables d'això es revelen davant l'armada: es tracten de Nick Fury, qui porta amb si al seu nou equip de Howling Commandos… Yo Yo (Slingshot, una velocista), Druid (un mag), Stonewall (amb super força), Quake (amb poders sísmics), Phobos (el déu de la por), i Hellfire (amb poders ignis).
Mentre Sentry fuig espaordit després de ser enganyat pels skrulls, Ms. Marvel fa la seva entrada a la Ciutat de Nova York per tal de combatre a l'armada invasora, la qual es troba assetjada per Nick Fury i el seu petit exèrcit de Super Humans. Ell se sorprèn en veure a Nick Fury de tornada, no obstant, l'exDirector de SHIELD no confia en ningú de moment, i li dispara, deixant-la fora de combat, i a la mercè dels skrulls, que la capturen. Carol no pot moure's, i el Yellowjacket impostor, en miniatura, l'observa. Fury i els Young Avengers han contingut la majoria dels invasors canviant el rumb de la batalla i rescatant els ferits de la Iniciativa. Els Skrull ràpidament són aclaparats. Llavors Fúria crida a la retirada a fi que puguin planejar el següent moviment en el nou post de comandament; Druid teleporta els seus camarades fora del camp de batalla. Utilitzant imatges generades dels dirigents del món i totes les celebritats, els skrulls anuncien la seva intenció d'assimilar tots els éssers humans dintre la seva cultura i estil de vida, declarant la Terra part de l'Imperi Skrull. L'única manera que la raça humana pugui salvar el seu planeta és sent assimilada. A la Terra Salvatge, els diferents superherois s'enfronten de nou amb la resta d'herois que van escapar de la nau, cadascun d'ells declarant que són o que creuen ser els originals. Thor es disposa a atacar-los, però una descàrrega d'energia envolta el camp de batalla: es tracta de Reed Richards. El raig transforma els personatges "clàssics" en skrulls. Aleshores els herois impostors ataquen sense pietat. Clint Barton decebut perquè Mockingbird sigui una skrull, la mata a sang freda i ple de ràbia jura acabar amb tots els skrulls invasors.
Noh-Varr, el guerrer kree, evadeix una nau de combat skrull, que s'estavella en la superfície terrestre. En investigar descobreix a Mar-Vell, l'últim alè del qual serveix per a inspirar el jove renegat perquè assumeixi la responsabilitat de ser el protector del món davant la invasió. Mar-Vell mor, deixant al descobert la seva veritable naturalesa skrull. Noh-Varr pren una decisió. Els skrulls estableixen mitjançant un missatge transmès a tothom les seves intencions: ells no venen a sotmetre a la raça humana, i a llevar-los la seva identitat, sinó que van arribar per a quedar-se i restablir l'ordre mundial; deslliurant de tota guerra, diferència social i malaltia, i afegint noves ideologies a la seva vasta cultura. Ells no han atacat els seus governs ni els seus exèrcits. Només han entaulat combat amb els Superherois de l'Univers Marvel i amb S.H.I.E.L.D., perquè representen tot allò que impedeix a la humanitat avançar cap a un estat superior de consciència i de qualitat de vida. Els skrulls conviden els humans a abraçar el canvi. En diversos fronts, la tensió sobrehumana i skrull augmenta: San Francisco (amb els X-Men), Wakanda (amb Black Panther), Attilan (amb Medusa), la Terra Salvatge (amb Shanna i Zabu) i a Israel (amb Sabra).
Mentrestant, la Reina Veranke arriba al campament Hammond. El skrull que ha assumit la identitat de Hank Pym la rep, amb aquesta encara en la seva forma de Spider-Woman. Ella confia que la victòria és imminent, però que caldrà enfrontar-se als Venjadors. El Pym skrull li assegura que mentre Wasp estigui present en la batalla, tindran l'avantatge i guanyaran. D'altra banda, els Venjadors reposen les seves ferides. Reed Richards i l'agent Brand els transporten fins a Nova York, on hi és el cor de la invasió Skrull. Mentrestant, al barri de Greenwich Village, on es troba la casa abandonada d'Stephen Strange, una manifestació d'humans donant suport a la raça Skrull apareix, disposats a abraçar el canvi que els alienígenes ofereixen. Malgrat tot, Nick Fury, els seus Secret Warriors i els Young Avengers apareixen i ataquen els invasors que es troben. Una dona li increpa a Fury, "que la violència no ajuda en absolut en aquest conflicte".
The Hood i el seu Sindicat del Crim apareixen, esperant el moment oportú per a interposar-se en el conflicte. No obstant això, l'atenció de tots dos és dirigida ben lluny quan un llampec assota la ciutat: es tracta de Thor, el Déu del Tro, que comença a cridar als bàndols en conflicte cap a un punt de reunió. El Capità Amèrica apareix davant la deïtat i Thor no reconeix a aquest nou Capità, però li dona el benefici del dubte. Els Venjadors apareixen també, acompanyats de Ka-Zar. En un altre front, apareix Spider-Woman (Veranke fent de Jessica Drew) i el seu exèrcit de skrulls, que acudeixen a la crida. Norman Osborn i els seus Thunderbolts apareixen també amb ordres estrictes d'atacar els skrulls. The Hood i els altres superdolents també es presenten. Reed Richards qüestiona davant la Reina les raons de la invasió, i ella li respon que devia haver-s'ho pensat dues vegades abans de convertir els seus germans skrulls en vaques temps enrere; demostrant el seu odi cap al líder dels Quatre Fantàstics. Els herois no estan segurs si encara poden confiar entre ells, però Richards els assegura que ja sap com distingir els skrulls disfressats. La Reina li assegura el mateix, dient-li que gràcies a ell van poder passar desapercebuts davant la raça humana. La Reina proclama que els skrulls han vingut a salvar la humanitat, i que "ELL els estima", malgrat el que li han fet al seu imperi (ara en ruïnes). Spider-Man pregunta qui és el tal "ELL" i la Reina li contesta que senzillament que es tracta de "DÉU". Fury, de forma burleta, li diu que si EL SEU DÉU té un Martell.
Uatu el Vigilant apareix, assenyalant que un esdeveniment de rellevància còsmica s'està desenvolupant. A Central Park les Legions Skrull lluiten contra els restaurats Venjadors i el Sindicat del Crim de The Hood. Veranke ordena eliminar a Reed Richards, mentre que el líder dels Quatre Fantàstics els diu als seus camarades que Spider-Woman és l'objectiu. Janet lluita contra Yellowjacket, que augmenta de grandària per vèncer-la. No obstant, és copejat per Stature, guanyant l'avantatge. Bullseye, l'assassí encobert dels Thunderbolts té en la mira a Daredevil i a Spider-Man amb un llançacoets. No obstant, el seu veritable blanc és Yellowjacket, travessant-li l'ull, per la qual cosa el gegant cau estrepitosament. L'armadura d'Iron Man no resisteix més el combat i, per tant, Tony ha de retirar-se del camp de batalla. Mr. Fantastic és atacat per diversos skrulls i Nick Fury li diu als seus Secret Warriors que salvin al científic. Wolverine comença un combat a mort amb Veranke, que ofereix resistència davant les arpes d'Adamantium de Logan. Iron Man es dirigeix a la Torre Stark, on Jessica Jones, la seva filla Danielle, i el majordom Jarvis observen per televisió el combat. Jessica li demana a Jarvis que cuidi de la seva filla, perquè pretén anar a ajudar al seu espòs, Luke Cage, i diu que potser no la tornarà a veure. Iron Man, abans d'entrar a la Torre, albira una ràfega a tota velocitat dirigint-se cap a Central Park. Una explosió els sacseja a tots: es tracta de Noh-Varr, el guerrer kree, que els diu als invasors que, en el nom del Capità Mar-Vell i del seu Imperi "la batalla ha acabat". Això encoratja els herois a donar l'estocada final. Jessica es reuneix amb Luke i Hawkeye (Kate Bishop) és ferida de gravetat. Ronin pren el seu arc i fletxa i li demana a Visió que la porti a un lloc segur. Clint Barton llança fletxes incendiàries sobre els soldats skrulls, i s'apresta per a llançar una fletxa cap a Veranke, que segueix lluitant contra Wolverine. La fletxa li travessa els pòmuls, i la reina cau al terra. Yellowjacket s'incorpora i diu que és el moment d'acabar la batalla. Activant un sensor fa que Janet comenci a perdre el control dels seus poders. Ella recorda (perquè se sent enganyada) el moment en el qual Hank li va lliurar un sèrum millorat per a augmentar i disminuir de grandària a voluntat. A la torre, Jarvis li parla al bebè, mentre canvia de forma humana a skrull: ells han vingut a morir si cal per fer que la voluntat de Déu es compleixi, i els humans mai entendrien això. No importa si ells moren, o els skrulls moren, mentre les paraules dels seus profetes es facin realitat.
A Central Park, Wasp creix exponencialment, alliberant una substància negra que envolta tots els combatents. Quan els skrulls perden l'avantatge en el combat, ells transformen a l'avenger Wasp en una bomba biològica. Si els skrulls no poden posseir el planeta, ningú no ho farà. Thor, Déu del Tro, sacrifica Wasp per tal de dissipar el perill, creant un vòrtex que engoleix l'heroïna. La Reina Veranke encara està viva, i és envoltada per tots els herois. Però abans que ningú la toqui, ella és sacsejada per un impacte de bala que la mata: es tracta del propi Osborn, que acaba amb l'amenaça, descol·locant l'armada skrull, davant els mitjans de difusió que graven l'esdeveniment. Iron Man torna, amb una versió antiga de la seva armadura, i porta els protectors de la Terra a prendre la iniciativa, capturant skrulls, i portant l'atac cap a l'espai. Tony Stark pren el control d'una nau invasora, ja que ha descobert alguna cosa important.
Iron Man aterra la nau. Quan s'obren les seves comportes, es mostra que en el seu interior es troben aquells que van ser substituïts pels alienígenes: Hank Pym, Sue Storm, Elektra, Dum Dum Dugan, Valentina, diversos agents d'Hydra i S.H.I.E.L.D... i Bobbi Morse, àlies Mockingbird. Osborn revela que els interrogatoris als skrulls indiquen que necessitaven el material genètic de les persones que suplantaven. The Hood i el seu Sindicat de Criminals escapen mentre els herois estan distrets. Clint no pot creure que la seva esposa estigui viva, i tots dos es fonen en un petó apassionat. Jessica Drew es troba entre els ostatges. Ella no entén el perquè tots la miren malament. Nick Fury veu que Dum Dum i Valentina estan fora de perill, i es teletransporta amb els seus Secret Warriors. Jessica Jones veu que Jarvis surt de la nau, i, espantada, vola a tota velocitat cap a la Torre Avenger: no hi ha rastre algun del Jarvis skrull, ni de la seva filla Danielle. Ms. Marvel porta Luke Cage a la Torre, on rep les males notícies de la seva esposa. Susan i Reed Richards s'adonen que la seva seu, l'Edifici Baxter, ha estat engolit per un portal a la Zona Negativa, i corren a veure el parador de la seva família. Reed esmenta que hi ha un protocol de seguretat per a aquestes coses, i que segurament Human Torch i the Thing estan en un subnivell, intentant posar les coses en ordre. Efectivament, Johnny, Ben, Franklin, i Valeria estan fora de perill. Reed activa un mecanisme que tanca el portal, deixant únicament l'estructura i els fonaments de l'edifici. Els skrulls que sobreviuen són capturats, i li revelen a Hulkling i als Young Avengers que el seu món està en ruïnes, devastat, i que la Terra era la seva única oportunitat per a tenir una llar. La seva fe era l'única cosa que els quedava, i ara no tenen res. Tony s'alegra del fet que Thor s'hagi unit a la batalla, però el Déu del Tro està molt molest amb les recents accions de Stark (com l'acte de registre que va donar inici a la Guerra Civil, la clonació de Thor, i la mort de Steve Rogers), i li diu que mai tornarà a lluitar al seu costat. Les coses empitjoren quan el Capità Amèrica acota el cap i se'n va, deixant l'avenger sol.
Norman Osborn acudeix a la seva cita amb el destí, i li narra al President dels Estats Units el desenllaç de la batalla final contra els skrulls. Tant Osborn com el mandatari coincideixen que Tony Stark va fracassar en el seu intent de preservar la seguretat nacional com a director de SHIELD. El president convoca una conferència de premsa, on anuncia al món la designació de Norman Osborn com a líder de Seguretat, i decideix que totes les corporacions actuals cauran sota el seu control. L'agència S.H.I.E.L.D. és dissolta, i s'inicia una investigació al voltant dels que van causar aquesta catàstrofe. En les Indústries Stark, Maria Hill veu la conferència per televisió, decebuda que li hagin donat les claus del regne a algú tan menyspreable com Norman Osborn. Tony sembla quedar pensatiu. Amb la Torre Avenger sota la seva propietat, Osborn descendeix cap a un soterrani on es reuneix amb un conglomerat de personatges molt inusual que començaran una nova saga argumental:
- Dr. Doom, sobirà de la nació europea de Latveria.
- Namor, el monarca de l'extinta civilització d'Atlantis.
- The Hood, líder del nou Sindicat de Supercriminals.
- Emma Frost, codirigent dels X-Men i líder d'opinió entre la població mutant.
- Loki, membre del Panteó dels déus del mític Regne d'Asgard i ara en forma de dona.

## Agents skrulls coneguts
- Elektra - descobert en els Nous Venjadors núm.31. Després d'haver estat assassinada per Tiro.
- Black Bolt - descobert en els Nous Venjadors: Illuminati núm.5. Assassinat per Namor.
- Revolutionary (dels Libertadores) - descobert en Venjadors: The Initiative Annual núm.1.
- Cobalt Man - descobert en Captain Marvel núm.3.
- Cyclone - descobert en Captain Marvel núm.4.
- Captain Marvel - descobert en Captain Marvel núm.5.
- Valentina Allegra de Fontaine - descobert en Secret Invasion Prologue. El primer skrull que la va suplantar va ser assassinat per Nick Fury. Després un altre skrull va tornar a prendre la forma d'ella, per després prendre la forma de Dum Dum Dugan. Es té entès que aquest skrull va morir durant l'explosió suïcida en l'estació espacial S.W.O.RD
- Edwin Jarvis - descobert en Secret Invasion núm.1.
- Henry Pym - descobert en Secret Invasion núm.1.
- Sue Storm - remplazada per Lyja en Secret Invasion: Fantastic Four núm.1.
- Spider-Woman - descoberta en Secret Invasion núm.3. És la reina skrull Veranke.
- Longshot - descobert en X-Factor núm.33
- Coyote cadell d'Amadeus cho - descobert en The incredible Herc núm.119.
- Germà Voodoo - descobert en Black Panther núm.38. Mort per Cannibal.
- Sharon Ventura (She-Thing) - descoberta en Venjadors: The Initiative núm.16. Morta per la Skrull Kill Krew.
- Blacksmith (dels Desert Stars) - descobert en Venjadors: The Initiative núm.16. Mort per 3-D Man (Delroy Garrett).
- Ahura - descobert per Maximus en Secret Invasion: Inhumans núm.2. Derrotat per Maximus. El veritable Ahura és capturat i convertit en presoner dels skrulls igual que el seu pare.
- Slug - descobert en Nous Venjadors núm.46. Mort per the Hood.
- Equinox (de la Força de la Llibertat) - descobert en Venjadors: The Initiative núm.18. Assassinat per Núvol 9.
- Thor Girl - descobert en Venjadors: The Initiative núm.18. Assassinat per 3-D Man (Delroy Garrett) i Gravetat.

NOTA: Els herois que van ser reemplaçats van ser trobats posteriorment per Iron Man en una nau Skrull en la óbita de la Terra.

## Edicions

### Secret Invasion: The Infiltration
Els següents números van ser llançats sota la marca The Infiltration abans que la saga Secret Invasion es publiqués:
- Avengers: The Initiative Annual núm.1
- Captain Marvel vol. 6, núm.4-5
- The Mighty Avengers núm.7
- Ms. Marvel vol. 2, núm.25-27
- New Avengers núm.38
- New Avengers: Illuminati núm.5
- Franklin Richards Not-So-Secret Invasion
- Marvel Spotlight Secret Invasion
- Secret Invasion Saga
- Secret Invasion Home Invasion

### Secret Invasion
Els següents números tenen relació amb la minisèrie Secret Invasion:
| - Avengers: The Initiative núm.14-19 - `Black Panther vol. 4, núm.39-41 - Captain Britain and MI: 13 núm.1-4 - Deadpool (vol. 2) núm.1-3 - Guardians of the Galaxy vol. 2, núm.4-6 - Incredible Hercules núm.116-120 - Iron Man: Director of S.H.I.E.L.D. núm.33-35 - Marvel Spotlight: Secret Invasion Saga núm.1 - The Mighty Avengers núm.12-20 - Ms. Marvel vol. 2, núm.28-30 - New Avengers núm.39-47 - New Warriors vol. 4, núm.14-15 - Nova vol. 4, núm.16-18 - Punisher War Journal núm.24-25 | - Secret Invasion: The Amazing Spider-Man núm.1-3 - Secret Invasion: Aftermath Beta Ray Bill: The Green of Eden núm.1 - Secret Invasion: Dark Reign núm.1 - Secret Invasion: Fantastic Four núm.1-3 - Secret Invasion: Front Line núm.1-5 - Secret Invasion: Inhumans núm.1-4 - Secret Invasion: Requiem núm.1 - Secret Invasion: Runaways/Young Avengers núm.1-3 - Secret Invasion: Thor núm.1-3 - Secret Invasion: War Of Kings (one-Shot) - Secret Invasion: Who Do You Trust? (one-shot) - Secret Invasion: X-Men núm.1-4 - She-Hulk vol. 2, núm.31-33 - Skrulls! (one-shot) - Thunderbolts núm.122-125 - X-Factor vol. 3, núm.33-34 |  |

## Dark Reign
Dark Reign és la seqüela de Secret Invasion, tal com la descriu Bendis: "alguna cosa molt dolenta succeeix en Secret Invasion als membres de The Mighty Avengers. I ho vaig fer més que una qüestió per a tractar-ho a un nivell emocional". I això es demostra en Els Poderosos Venjadors núm.20. També s'estableixen els "Foscos Venjadors". Ahora que també va ser el llançament del one-shot "Secret Invasion: Dark Reign" amb l'artista Alex Maleev. Marvel va mantenir gairebé tots els detalls sobre Dark Reign classificats fins a la conclusió de Secret Invasion, com es demostra en les seves Sol·licituds de Venda del desembre del 2008, no obstant això Bendis i Mike Deodato van estar confirmats com l'escriptor i artista per a la següent sèrie "Dark Avengers".